# Prallprüfung
Die Prallprüfung ist eine Prüfmethode, um die Widerstandsfähigkeit von Sand gegenüber Abrieb zu ermitteln. Für den Einsatz im Straßenbau müssen feine Gesteinskörnungen ein gewisses Maß an Beständigkeit gegenüber reibender Beanspruchung aufweisen, um eine möglichst große Dauerhaftigkeit zu erzielen.
Der Versuch wird mit Hilfe einer Kugelmühle durchgeführt, die im Wesentlichen aus einem zylindrischen Behälter besteht. Im Behälter befindet sich die zu untersuchende Probe (Masse 100 g) sowie Porzellankugeln. Der Behälter wird verschlossen und in Rotation versetzt. Nach einer Versuchsdauer von 1000 Umdrehungen wird die Probe gemäß ihrer Korngrößenverteilung untersucht und daraus der Abriebwert ermittelt.

## Normen und Standards
- Technische Prüfvorschriften für Mineralstoffe im Straßenbau (TP-Min StB)